# Лара Крофт
Леді Ла́ра Кро́фт, Графиня Абіндон (англ. Lara Croft) — головна героїня серії відеоігор Tomb Raider від компанії Square Enix (раніше від Eidos Interactive), археолог та авантюрист. Є також персонажем пов'язаних фільмів, мультисеріалів, книг і коміксів.
Лару створив Тобі Гард, вперше вона з'явилася у грі Tomb Raider 1996 року. Лара Крофт зображена красивою, розумною та спортивною, яка часто ризикує життям у місцях, переповнених небезпеками — стародавніх руїнах, гробницях, де її підстерігає безліч пасток і головоломок, а також величезна кількість найрізноманітніших ворогів — археологи-конкуренти, ґангстери, небезпечні тварини й безліч міфічних істот.

## Характеристика

### Особистість
Лара — впевнена в собі, незалежна і завзята жінка. Вона дуже хоробра і рідко показує страх навіть у найнебезпечніших ситуаціях. Лара успадкувала від батьків не тільки титул графині, але і значні статки. Лара витрачає багато коштів на фінансування своїх подорожей, але з іншого боку вона заробляє гроші, продаючи антикваріат.
Проте в різних сценаріях вона зображена по-різному. У першому Лара представлена дуже загадковою, потаємною, холоднокровною. В Tomb Raider: Legend вона безтурботна і більш відкрита до оточення. Це особливо проявляється як в її ставленні до помічників Вінстона, Зіпа, Алістера та Енея, так і до колишніх знайомих (подруга Аманда).
В перезапуску серії Tomb Raider (2013) Лара показана як розумна, добра, чуйна дівчина, яка загартовує свій характер і стає більш схожою на класичну Лару Крофт, але стає кровожерливою — вбиває «культистів» для порятунку своїх друзів та себе. В Tomb Raider (2013) Лара часто згадує Бога в словах «Oh My God», «Thanks God» і т. д. — можливо, вона віруюча.

### Зовнішність
Традиційний одяг Лари складається зі світло-блакитної майки, світло-коричневих шортів, високих черевиків, білих шкарпеток, рукавичок без пальців, ременя з двома кобурами, а також невеликого рюкзака. У такому вигляді її можна побачити в кожній частині Tomb Raider. Проте протягом гри вона може змінювати одяг на підводний костюм (або навіть бікіні) або ж на теплий одяг залежно від умов.
Згідно з офіційною інформацією, з першої частини й аж до Tomb Raider: Angel of Darkness розмір грудей у Лари був 36D, тобто 101—104 см в обхваті, у звичній системі це четвертий розмір. У Tomb Raider: Legend модель грудей була зменшена до розміру 34C, 93-96 сантиметрів в обхваті, тобто третій.
В Tomb Raider (2013) Лара одягнена в похідні військові штани, двошаровий топ, спортивний бюстгальтер і черевики. Футболка у Лари світло-сіра, але при певному освітленні здається блакитною — таким чином розробники натякнули на класичний дизайн. Фінальний штрих для Крофт склали два кульчики у правому вусі та нефритове намисто на закрученій мотузці. Має зріст 167 сантиметрів, вагу 50-55 кілограмів, карі очі, темно-коричневе волосся, персикове обличчя. Обличчя новій Ларі подарувала модель Меган Фаркуар, лице Крофт в дитинстві (Shadow Of The Tomb Raider) - Гаррієт Перрінг. Має густе темно коричневе волосся, яке збирає в Кінський Хвіст, як і в попередніх частинах серії.

### Спорядження
Стандартна зброя Крофт — два пістолети, які не мають реальних аналогів. Припускають, що у другій і третій частинах ігрової серії це був FN Browning Hi-Power. У неї також може бути й справжня вогнепальна зброя, наприклад: Desert Eagle, Heckler & Koch USP, рушниця та гвинтівка. Також Лара використовувала гак. В Tomb Raider: Legend Лара вперше використала КПК. В Tomb Raider: The Angel of Darkness їй доступний великий арсенал зброї, серед якої є навіть шокер.
В Tomb Raider (Перезапуск) отримала льодоруб (який став символом Перезапуску, має їх 2 в Shadow Of The Tomb Raider), лук (який можна покращувати від Саморобного до Блочного, декілька видів стріл), рацію, вогниво, ХДС (Rise Of The Tomb Raider), карабіни (Rise Of The Tomb Raider і Shadow Of The Tomb Raider), канат довжиною 30-50 метрів (Tomb Raider 2013), наручний хронометр, підсумки. З бойового арсеналу Лара в Tomb Raider 2013 мала: Автомат з підствольним гранатометом, Пістолет з глушником, Дробовик, Льодоруб (Ближня Атака), Лук.

## Біографія
У серії Tomb Raider є три варіанти біографії Лари Крофт. Перший був створений Core Design, реалізований у шести іграх Другий був представлений Crystal Dynamics в Tomb Raider: Legend, в ньому події зовсім не пов'язані з хронологією попередніх творів. Третій сценарій показує гра Tomb Raider (2013), що є перезапуском серії. Перші два сценарії були створені за участю Тобі Ґарда, а останній був ним схвалений.
За першим сценарієм, Лара народилася в 1968 році, виховувалася, оточена багатством і розкішшю. Її батьком був Лорд Річард Геншінглі Крофт. У віці 21 року Лара потрапила в авіакатастрофу — літак, на якому вона летіла, розбився в Гімалаях і Лара єдина вижила. Цей випадок надихнув її покинути мирний і безпечний спосіб життя та присвятити себе пригодам.
В Tomb Raider: The Last Revelation показані ще кілька епізодів із життя Лари. У 16 років вона приєдналася до відомого археолога Вернера Фон Кроя в його експедиції у Камбоджі. Певні події зробили їх ворогами, але також посприяли її зацікавленню древніми цивілізаціями та артефактами.
Другий сценарій в Tomb Raider: Legend розказує зовсім іншу історію. У 9 років Лара летіла на літаку зі своєю матір'ю Амелією Крофт; літак зазнав аварії в Гімалаях. Однак Амелія і Лара вижили, через кілька днів дійшли до якогось храму, всередині був виявлений невідомий постамент з порталом. Після того, як Лара його випадково активувала, натиснувши на меч, що стирчав з постаменту, мати, намагаючись захистити дочку, спробувала витягнути артефакт і у цей же момент зникла. Лара втекла, залишивши в дитячому малюнку схему активації порталу. Лара якимось чином за десять днів змогла дістатися до Катманду й зв'язатися з батьком. Подальше її дитинство пройшло під пильним його наглядом, до того ж, будучи археологом, він часто брав її з собою в експедиції. Батько ніколи не втрачав надії у те, що Амелія Крофт жива, і намагався її знайти. Коли Ларі було 18 років, батько помер за нез'ясованих обставин, вона отримала спадщину і титул Графині Абіндон. Згідно з Tomb Raider: Legend і Tomb Raider: Underworld, Лара повинна з'ясувати правду про смерть її батьків. В «Lara Croft and the Guardian of Light» Лара Крофт вирушила в гори Центральної Америки на пошуки давно втраченого Храму. Найманці, вкравши артефакт (дзеркало), дозволили Ксанксольту (злий дух) повернутися в цей світ, за що поплатилися своїми життями. Тотек звинуватив Лару в тому, що сталося, але все ж вирішує співпрацювати з нею, щоб повернути Дзеркало. Якщо артефакт не повернеться до сил Світла, Ксанксольт використає силу дзеркала, щоб занурити світ у вічну темряву.
Деталі третього сценарію оповідає Tomb Raider. Після закінчення навчання в коледжі молода і недосвідчена Лара Крофт вирушає в експедицію на острови біля берегів Японії в Трикутник Дракона, зона, яку характеризують так само, як Бермудський трикутник. Через три дні корабель потрапляє у шторм, буря ламає судно на дві половини, відокремлюючи Лару від решти команди. Протагоністка опиняється на таємничому острові Яматай. Лара намагається вижити, з отриманим досвідом встановлюючись як особистість.

## Створення

### Розробка персонажки
Лара Крофт була придумана співробітниками Core Design, дочірньою компанією Eidos. Провідний художник-графік Тобі Ґард розробив близько п'яти дизайнерських ескізів перш ніж було вибрано кінцевий варіант зовнішнього вигляду персонажу. Спочатку герой замислювався чоловічої статі, що орудує батогом і одягнений в капелюх. Співзасновник Core Design Джеремі Сміт охарактеризував протагоніста як похідну версію Індіана Джонс, і попросив Ґарда додати герою оригінальності.
Спочатку Тобі Ґард зосередився на створенні персонажу, який найбільше б підходив на роль шукача пригод і розкрадача гробниць, тому він задумав її як аналог Індіани Джонса. Однак такий протагоніст не отримав підтримки серед керівництва проекту, тому Ґарду довелося створити нового. У цей же час він помітив, що його колеги по роботі, граючи в Virtua Fighter, віддають перевагу жіночим персонажам. Тоді й виникла ідея створити саме героїню. Спочатку це була латиноамериканка на ім'я Лаура Круз (Laura Cruz), пізніше її «переробили» на англійку, ім'я якої взяли з телефонної книги, бо воно було більш британське (UK friendly).
За основу 3D-моделі протагоністки, яку використовують з 2010 року, використано проєкції кількох дівчат. Розробники звертали увагу на такі фізичні характеристики, як структура кістки та «дитячий жирок» на обличчі. Після створення силуету художники залишили без змін М-подібну форму губ, класичну косу і просторове співвідношення між очима, носом, ротом. Було прийнято рішення відмовитися від суворості обличчя, форма якого стала м'якшою й округлішою. Сама персонажка набула більш правдоподібних фізичних пропорцій — невеликий об'єм грудей, худорляву статуру, менший зріст. Канонічний «кінський хвіст» Лари трішки підправили, тепер він майже дістає середини спини, за словами розробників, волосся є важливою частиною візуальної мови. Такий крок обумовлений бажанням додати зачісці рухливості. На думку артдиректора, коливання волосся на вітрі розповідає власну історію, створює ефект драми. Втім, спочатку планували зробити героїні коротку зачіску. Розробники провели порівняння реакцій на попередні варіанти Лари та на її нову версію. Якщо раніше більшість респондентів особливо виділяли її груди й талію, то тепер вся увага була зосереджена на «пронизливих» очах. Задум Гортона полягав у створенні такої Лари, яка б пропорційно виглядала поруч з чоловіком, саме тому їй зменшили зріст. Художники сконцентрувалися на функціональності та практичності одягу, а не на його зовнішньому вигляді. У відповідь на питання фанатів про зміну усталеного дизайну Гортон заявив, що новий одяг підходить до її зовнішнього вигляду, віку та нагадує форму решти членів експедиції. На ранніх етапах розробки домінантним кольором в одязі Лари був сірий, пізніше блакитний, а в результаті було обрано більш нейтральний колір. Палітра кольорів екіпіровки змінюється протягом гри залежно від освітлення та емоцій протагоністки.

### Акторки

#### Озвучували в відеоіграх
- Шеллі Блонд в Tomb Raider
- Джудіт Гіббінс в Tomb Raider II та Tomb Raider III
- Джонелл Елліотт в Tomb Raider: The Last Revelation, Tomb Raider: Chronicles і Tomb Raider: The Angel of Darkness
- Кілі Хоус в Tomb Raider: Legend, Tomb Raider: Anniversary, Tomb Raider: Underworld
- Камілла Ладдінгтон в Tomb Raider (2013)[16], Rise of the Tomb Raider, Shadow of the Tomb Raider.

#### Фільми та телебачення
- Анджеліна Джолі
  - Лара Крофт: Розкрадачка гробниць (2001)
  - Лара Крофт розкрадачка гробниць: колиска життя (2003)
- Мінні Драйвер[17]
  - Re\Visioned: Tomb Raider Animated Series (2007)
- Алісія Вікандер
  - Розкрадачка гробниць (2018)
- Гейлі Етвел
  - Томб Райдер (мультсеріал) (2023)

### Моделі

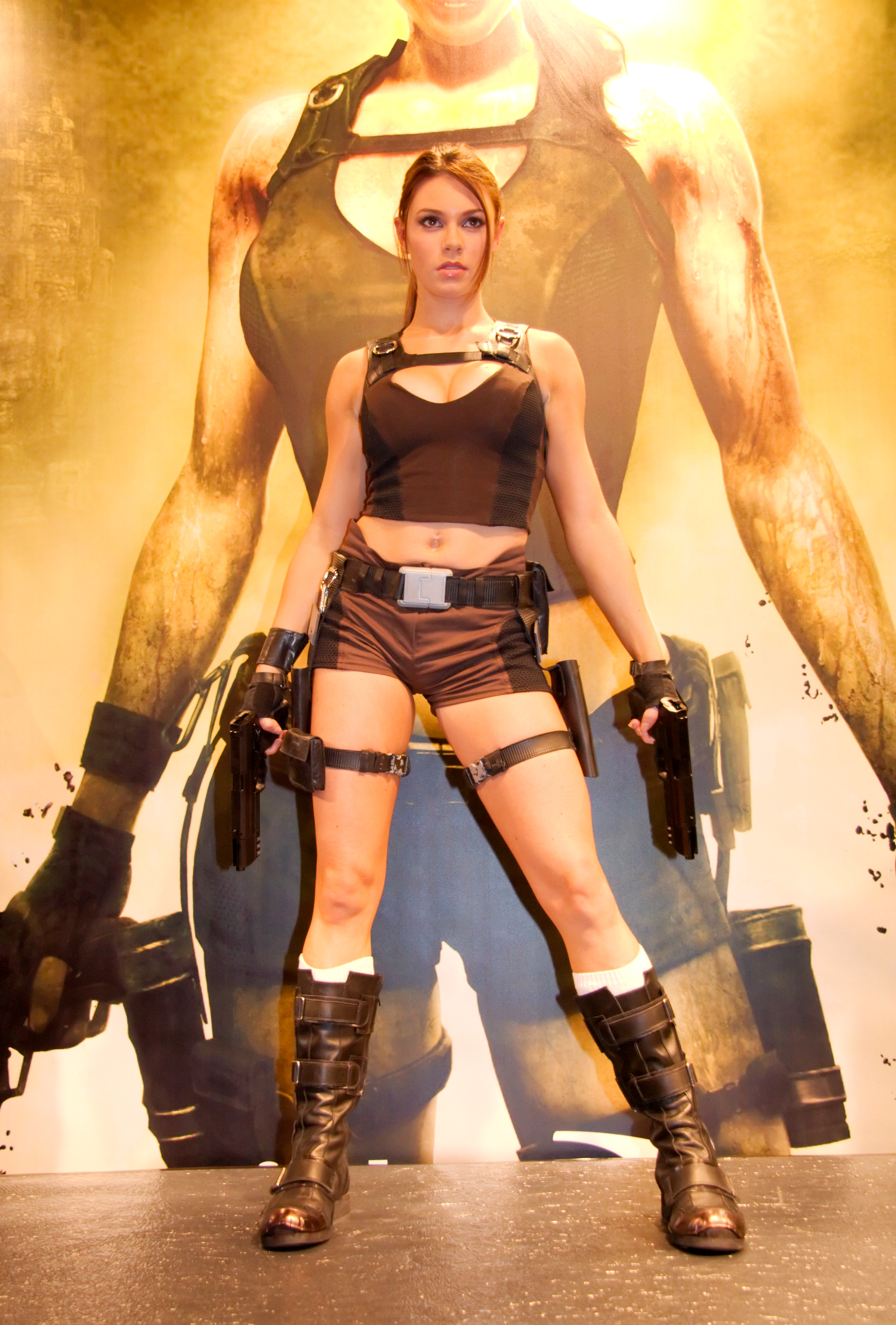
Alison Carroll, модель Tomb Raider: Underworld на виставці відеоігор у Франції, 2008

В період з 1996 по 1997 рік Лару Крофт представляли відразу чотири моделі, найняті для реклами на заході European Computer Trade Show. Втім, найбільшу популярність здобула Наталі Кук, за що її помилково вважають першою офіційною моделлю. Кук також відзначилася на зніманні в британському журналі «PC Zone», пізніше — газеті «The Mirror». Також у ролі Лари позувала світська левиця і телеведуча Katie Price. Звання першої офіційної моделі Лари у період з 1997—1998 рік отримала Рона Мітра. Популярність Рони різко збільшилася після проведення виставок ECTS і E3. В інтерв'ю вона розповідала: «Пам'ятаю, я отримала дуже зворушливий лист від дванадцяти хлопців, шанувальників Tomb Raider, які живуть в Ексетері. Вони просили мене одружитися з ними, причому зі всіма одночасно! Вони навіть розробили спеціальну програму, за якою збиралися ділити мене між собою щотижня!». У 1998 Мітра була звільнена, преса припускала, що у зв'язку із закінченням терміну дії контракту. Жодна зі сторін не давала коментарів з цього приводу.
У грі-перезавантажені розробники відійшли від стандартного образу Лари Крофт, що закріпився в попередніх іграх серії. Процес переосмислення дизайну головної героїні був таким же складним, як і фундаментальні зміни у франшизі. Будь-які перетворення вигляду Лари ретельно обдумувались. Найважчим завданням для творців було знайти золоту середину між впізнаваністю і новизною, силою і вразливістю, розумом і м'язами, жорсткістю і милістю. Брайан Хортон пояснював, що створення персонажу починається з питань, ким є ця людина і яка її мотивація. Тільки після опрацювання біографії героїні художник починає працювати над створенням образу. Метою розробників було створення героїні, яка б здалася всім добре знайомою, але в той же час мала в собі якусь відмінну рису. Щось в її погляді та виразі обличчя повинно спонукати гравця подбати про неї. Художники прагнули, щоб гравці переживали разом з героїнею, щоб в кінці геймери побачили її внутрішню силу.
- Vanessa Demouy — 1997
- Рона Мітра — 1997—1998
- Nell McAndrew — 1998—1999
- Lara Weller — 1999—2000
- Ellen Rocche 2000
- Lucy Clarkson — 2000—2002
- Jill de Jong — 2002—2004
- Karima Adebibe — 2006—2007
- Alison Carroll — 2008—2010

Nell McAndrew звільнили одразу після того, як вона сфотографувалася оголеною для Playboy в образі Лари Крофт. Проблема була також в тому, що на обкладинці було написано про Лару Крофт і Tomb Raider, через що компанія Eidos пригрозила видавництву судом. Пізніше ці рядки були видалені.
14 лютого 2006 було оголошено, що новою Ларою Крофт стане доти невідома 20-річна модель з Лондона Karima Adebibe, яка вже почала відвідувати тренування, щоб переконливо виконати роль.
11 серпня 2008 року Eidos представив світові нове обличчя Лари Крофт, ним стала 23 річна британська модель Alison Carroll, тренерка з акробатики й спортивної гімнастики.
Багато моделей, які були обличчям Лари, презентували в травневому номері журналу FHM в нагоди виходу Tomb Raider: Anniversary.
Моделі, які виконували роль Лари, потрапили в книгу рекордів Гіннеса в номінації «Найбільша кількість офіційних реальних дублерів» (англ. most official real life stand-ins).
Після нового перезапуску серії гри Tomb Raider (2013) було вирішено відмовитися від моделей, які б виконували роль Лари Крофт.

## У масовій культурі
Критики та шанувальники гри вважають, що Лара Крофт справила неабиякий вплив на масову культуру. Вона з'являлася на обкладинці The Face в 1997. Письменник Дуглас Коупленд в одній зі своїх книг написав про її ефект на поп-культуру.
Лара з'являлася в PopMart Tour групи U2, в кліпі німецької панк-групи Die Ärzte., а також в кількох рекламних акціях. У 1999 році італійський співак Eugenio Finardi написав про неї пісню, «Amami Lara» («Люби мене, Лара»), яку заспівав на фестивалі Festival della canzone italiana у Санремо.
Фігура Лари Крофт була представлена у музеї Вікторії та Альберта.

## Оцінки й відгуки
Деякі шанувальники, як і сам Тобі Ґард, вважають, що за Ларою Крофт давно закріпився статус секс-символу серед геймерів. У рекламі та оформлені ігор акцентується на зовнішності й цьому приділяється особлива увага, а її жорсткий характер відходить на другий план. У відповідь творці Tomb Raider: Legend заявили, що в новій грі Лара стане «скромнішою», це зроблять для залучення жіночої аудиторії. Проте в Tomb Raider: Legend Крофт з'явилася в тому ж напівоголеному вигляді й з тією ж зброєю, що і в попередніх іграх. Багато хто висміював її форми за нереалістичність, які не вписуються в пропорції індексу маси тіла.
Після виходу Legend рецензенти так описували Лару: «Спочатку це була пластикова лялька, яка при падінні з великої висоти видавала глухий дерев'яний звук; потім порно-зірка з надмірним вмістом силікону. Нова Лара — красуня, яку ще варто пошукати. Витончена фігура, груди нормального розміру, природна шкіра, великі виразні очі», і так: «Сказати, що Лара покращала, — нічого не сказати. Її новий вигляд незрівнянний. Практично будь-який скріншот з нею великими планом — готова обкладинка для глянцевого журналу. Із силіконової ляльки вона нарешті перетворилася в реальну людину. Ціною власної коси».
Багато гравців жорстко критикують гру за те, що її головна героїня неймовірно кровожерлива і практично не залишає гравцям вибору уникнути вбивств інших персонажів. Особливо критично поставилися до Tomb Raider III. Ще одне спірне питання стосується вбивства диких тварин — тигрів, ягуарів й інших. Щодо них у Tomb Raider: Legend Лара не така жорстока: вона вбиває їх лише у випадках самооборони, після чого дуже жалкує.

### Досягнення

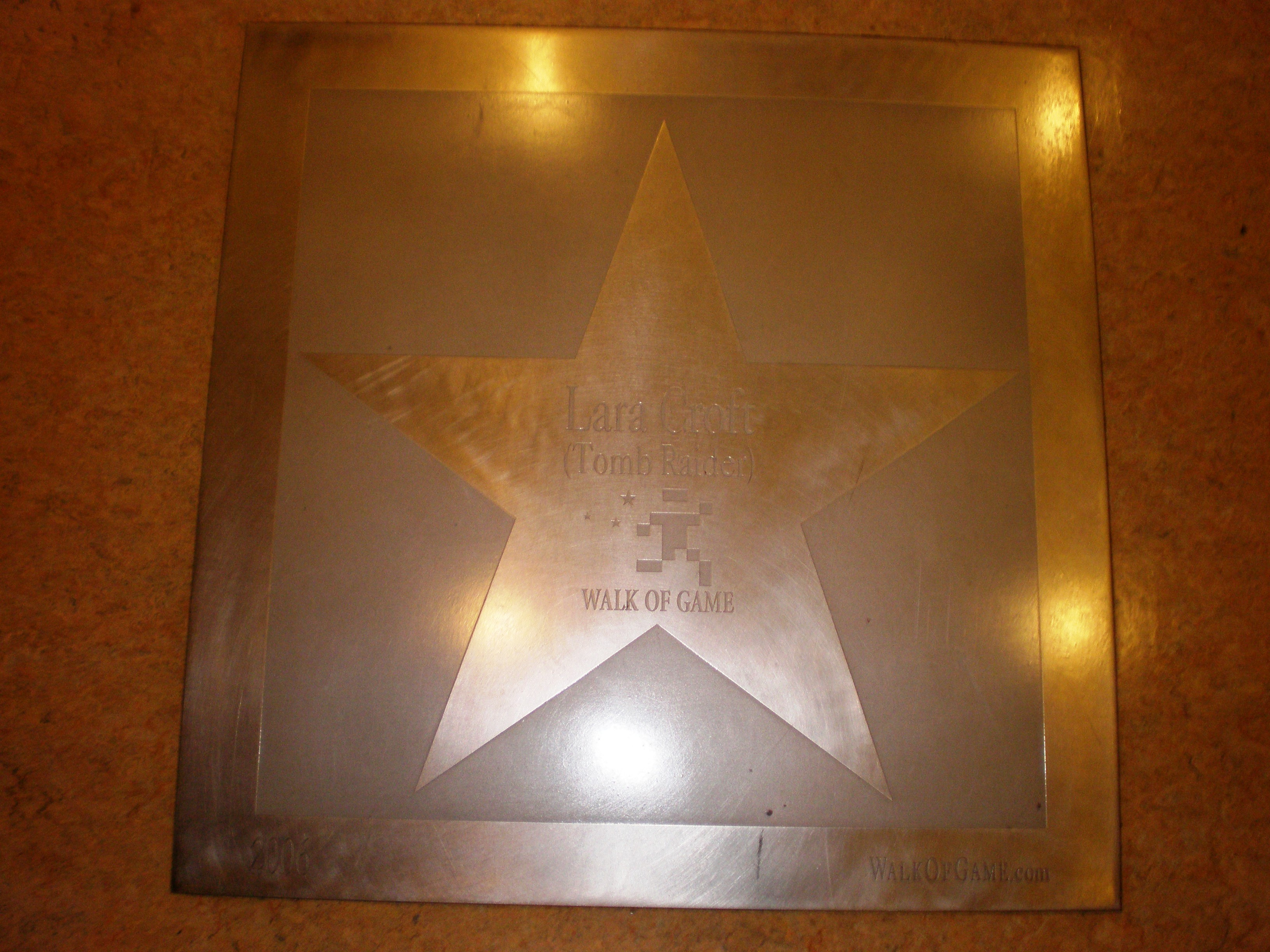
Зірка Лари Крофт на Алеї Ігор в Метреоні.

- У 2006 році Лара отримала зірку на алеї Walk of Game[39].
- В місті Дербі на півдні Англії з'явилася вулиця названа в честь Лари Крофт[40].
- Протягом 2011 року протагоністка з'явилася на обкладинках більш ніж 30 журналів[41].

#### У книзі рекордів Гіннеса
- Лару Крофт названо[22] найвпізнаванішим персонажем відеоігор[42].
- Лару Крофт отримала номінацію «найуспішніша героїня відеоігор»[43].
- Лара отримала 7-ме місце у списку 50 найкращих персонажів відеоігор[44][45].

#### У рейтингах
Лара Крофт неодноразово займала місця в різних рейтингах ігрових персонажів:
- Лара Крофт посіла перше місце в списку найвідоміших жіночих персонажів в історії відеоігор за версією Tom's Games (англ. The 50-Greatest Female Characters in the History of Video Games)[46].
- Англомовний ігровий сайт GamesRadar опублікував нотатку, присвячену опитуванню про найулюбленішого персонажа відеоігор, яке зробив сайт MyVoucherCodes.co.uk. У ньому взяло участь 1400 чоловіків і близько 1000 жінок. Чоловіки вибирали персонажів жіночої статі, жінки вибрали чоловіків. На базі цього опитування було складено два рейтинг (по статях) з десяти найпопулярніших персонажів. Лара Крофт зайняла в рейтингу жіночих персонажів третє місце[47].
- За версією видання Cre8tive Commando, Лара ввійшла в топ 50 гарячих персонажів-дівчат з відеоігор[48].
- Англомовний сайт gametrailers.com включив Лару Крофт в рейтинг «Гарячих і оголених дівчат з відеоігор»[49].
- Отримала перше місце в «Top 50 Hottest Game Babes» за версією GameDaily[50].
- Сайт UGO.com[en] поставив Лару на друге місце в топі «ігрова красуня всіх часів»[51].
- Журнал «Empire» поставив Лару на п'яте місце в списку 50 найвідоміших персонажів відеоігор[52].
- Сайт Actiontrip поставив Лару на перше місце в своєму списку «10 краль з відеоігор».[53]
- Сайт GamesRadar назвав нову версію Лари Крофт з гри 2013 року переможницею чарту «Найкрутіше переосмислення персонажу» (англ. Coolest character reinvention). Міс Крофт перегнала таких героїв як, Агент 47 з Hitman: Absolution, Серу Фаррон з Final Fantasy XIII-2, Пінгвіна з Batman: Arkham City і капітана Шепарда з Mass Effect 3[54].
- Сайт virginmedia.com склав рейтинг «10 найкращих красунь, які можуть зайняти місце Лари», що містить десять жіночих персонажів відеоігор, які досить гарні, щоб потіснити Лару Крофт з п'єдесталу найкращої героїні ігор.[55]

Журнал «Forbes» кілька разів вписував Крофт у свої списки найбагатших персонажів — у 2005 році 13 місце та приблизною вартістю статків 1 мільярд доларів, у 2007 році — 14 місце з 1 мільярд, у 2008 році фінансовий стан Лари зменшився до 900 мільйонів, але 14 місце залишилося за нею в рейтингу, у 2013 Лара розбагатіла до 1,3 мільярда доларів і отримала 12 місце в рейтингу. Лара є однією з небагатьох жінок у цих списках і єдиною серед них, хто потрапляли у рейтинг кілька разів. А в 2012 році той же журнал поставив маєток Крофт на 13 місце в списку найдорожчих будинків, оцінивши його вартість в 46,1 мільйона доларів.

### У рекламі
- Образ Лари Крофт використовували у рекламних роликах платіжної системи «Visa»[61], двічі для напою «Lukozade»[62][63][64][65], для автомобілів від SEAT марок Cordoba Vario, Arosa, Ibiza, Alhambra[66], а також Chevy від Chevrolet[67] і для ігрової приставки Playstation 1[68].